# Sophronica postscutellaris
Sophronica postscutellaris är en skalbaggsart som beskrevs av Stefan von Breuning 1954. Sophronica postscutellaris ingår i släktet Sophronica och familjen långhorningar.
Artens utbredningsområde är Kenya. Inga underarter finns listade i Catalogue of Life.